# 古川町 (名古屋市)
古川町（ふるかわちょう）は、愛知県名古屋市天白区の地名。丁番を持たない単独町名である。住居表示未実施。

## 地理
名古屋市天白区南西端部に位置する。東は野並三丁目、西は南区、南は緑区、北は井の森町・野並二丁目に接する。

## 歴史

### 町名の由来
旧字古川に由来する。字名は天白川の旧流路であることによるという。

### 沿革
- 1974年（昭和49年）11月15日 - 昭和区天白区大字野並の一部により、同区古川町が成立[1]。
- 1975年（昭和50年）2月1日 - 天白区編入に伴い、同区古川町となる[1]。

## 世帯数と人口
2019年（平成31年）1月1日現在の世帯数と人口は以下の通りである。
| 町丁   | 世帯数  | 人口  |
| ------ | ------- | ----- |
| 古川町 | 452世帯 | 936人 |

### 人口の変遷
国勢調査による人口および世帯数の推移。
| 1995年（平成7年）  | 176世帯 296人 |  |
| 2000年（平成12年） | 228世帯 491人 |  |
| 2005年（平成17年） | 261世帯 502人 |  |
| 2010年（平成22年） | 331世帯 659人 |  |
| 2015年（平成27年） | 467世帯 956人 |  |

## 学区
市立小・中学校に通う場合、学校等は以下の通りとなる。また、公立高等学校に通う場合の学区は以下の通りとなる。
| 番・番地等 | 小学校               | 中学校                 | 高等学校 |
| ---------- | -------------------- | ---------------------- | -------- |
| 全域       | 名古屋市立野並小学校 | 名古屋市立南天白中学校 | 尾張学区 |

## 交通
- 名古屋市営地下鉄
 桜通線 野並駅
- 東海通（名古屋市道東海橋線）[2]

## 施設
- 名古屋市立若宮商業高等学校[2]
- あいち銀行[2]野並支店
- 本草製薬本社
- 古川公園

- 若宮商業高校
- 本草製薬本社

## その他

### 日本郵便
- 郵便番号 : 468-0046[WEB 3]（集配局：天白郵便局[WEB 13]）。

### WEB
1. ↑  “愛知県名古屋市天白区の町丁・字一覧”.   人口統計ラボ. 2017年10月7日閲覧。
2. 1 2  “町・丁目(大字)別、年齢(10歳階級)別公簿人口(全市・区別)”.   名古屋市 (2019年1月23日). 2019年1月23日閲覧。
3. 1 2  “郵便番号”.  日本郵便. 2019年2月10日閲覧。
4. ↑  “市外局番の一覧”.   総務省. 2019年1月6日閲覧。
5. ↑  名古屋市役所市民経済局地域振興部住民課町名表示係 (2015年10月21日). “天白区の町名一覧”.   名古屋市. 2017年10月7日閲覧。
6. ↑  総務省統計局 (2014年3月28日). “平成7年国勢調査の調査結果(e-Stat) - 男女別人口及び世帯数 －町丁・字等” (CSV). 2021年7月20日閲覧。
7. ↑  総務省統計局 (2014年5月30日). “平成12年国勢調査の調査結果(e-Stat) - 男女別人口及び世帯数 －町丁・字等” (CSV). 2021年7月20日閲覧。
8. ↑  総務省統計局 (2014年6月27日). “平成17年国勢調査の調査結果(e-Stat) - 男女別人口及び世帯数 －町丁・字等” (CSV). 2021年7月21日閲覧。
9. ↑  総務省統計局 (2012年1月20日). “平成22年国勢調査の調査結果(e-Stat) - 男女別人口及び世帯数 －町丁・字等” (CSV). 2021年7月21日閲覧。
10. ↑  総務省統計局 (2017年1月27日). “平成27年国勢調査の調査結果(e-Stat) - 男女別人口及び世帯数 －町丁・字等” (CSV). 2021年7月21日閲覧。
11. ↑  “市立小・中学校の通学区域一覧”.   名古屋市 (2018年11月10日). 2019年1月14日閲覧。
12. ↑  “平成29年度以降の愛知県公立高等学校（全日制課程）入学者選抜における通学区域並びに群及びグループ分け案について”.   愛知県教育委員会 (2015年2月16日). 2019年1月14日閲覧。
13. ↑  郵便番号簿 平成29年度版 - 日本郵便. 2019年02月10日閲覧 (PDF)

### 書籍
1. 1 2 3  名古屋市計画局 1992, p. 872.
2. 1 2 3 4 5  「角川日本地名大辞典」編纂委員会 1989, p. 1476.

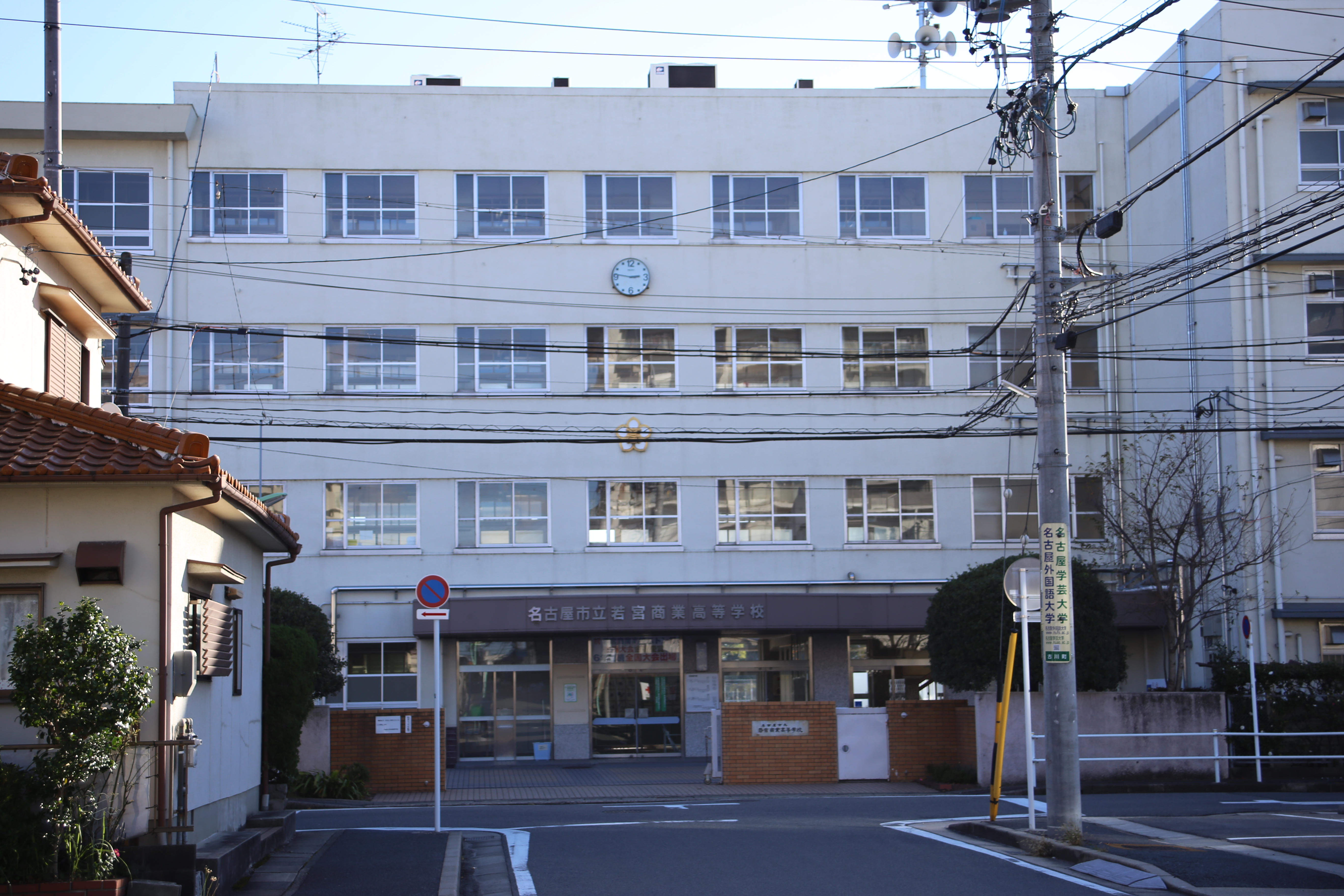
若宮商業高校
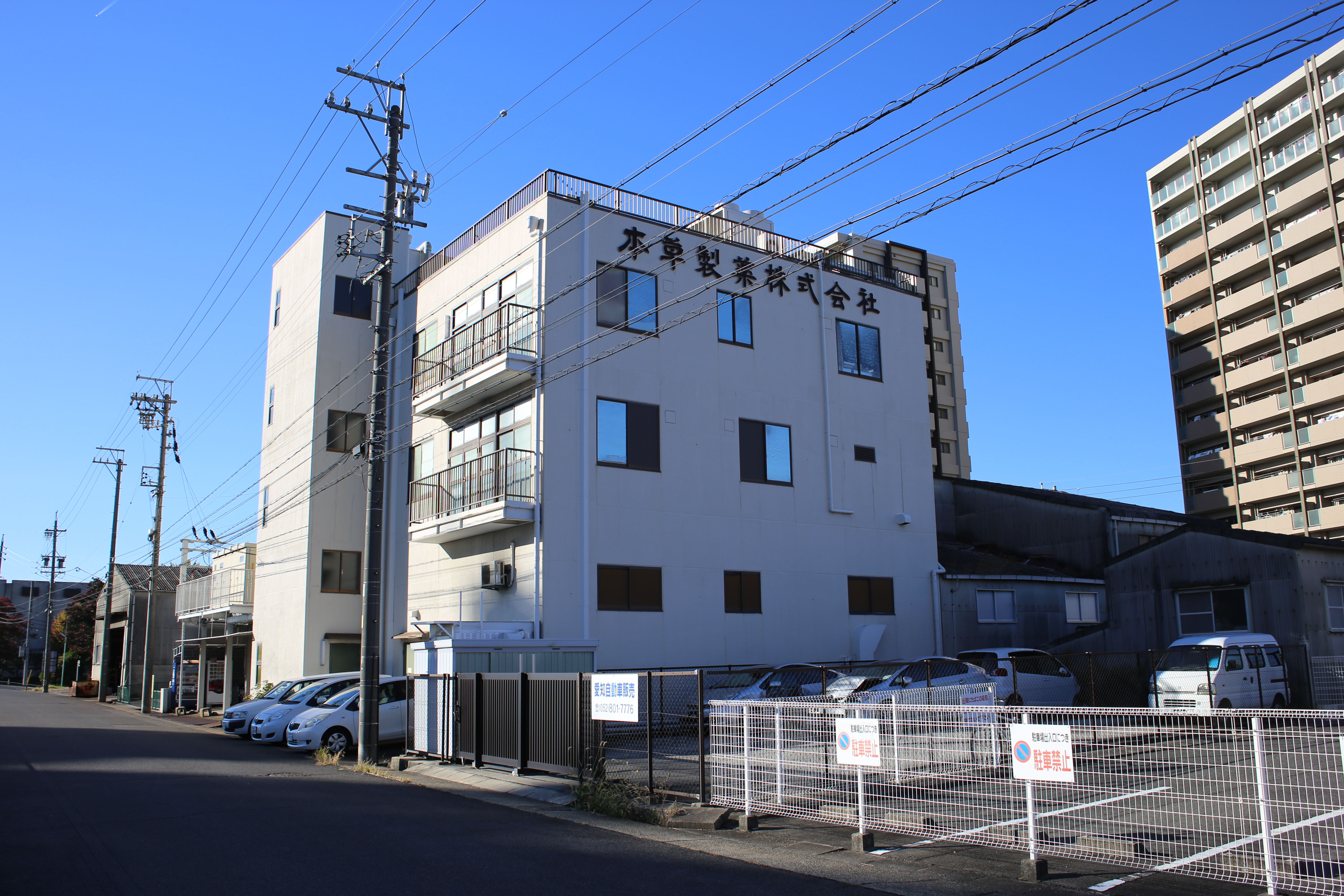
本草製薬本社

3. 1 2  名古屋市計画局 1992, p. 694.